# Hato Abajo
Hato Abajo es un barrio ubicado en el municipio de Arecibo en el estado libre asociado de Puerto Rico. En el Censo de 2010 tenía una población de 19699 habitantes y una densidad poblacional de 1.405,62 personas por km².

## Geografía
Hato Abajo se encuentra ubicado en las coordenadas 18°27′58″N 66°45′2″O / 18.46611, -66.75056. Según la Oficina del Censo de los Estados Unidos, Hato Abajo tiene una superficie total de 14.01 km², de la cual 12.47 km² corresponden a tierra firme y (11.05%) 1.55 km² es agua.

## Demografía
Según el censo de 2010, había 19699 personas residiendo en Hato Abajo. La densidad de población era de 1.405,62 hab./km². De los 19699 habitantes, Hato Abajo estaba compuesto por el 86.76% blancos, el 5.21% eran afroamericanos, el 0.29% eran amerindios, el 0.12% eran asiáticos, el 0.02% eran isleños del Pacífico, el 5.05% eran de otras razas y el 2.55% pertenecían a dos o más razas. Del total de la población el 99.24% eran hispanos o latinos de cualquier raza.